# Monkey Medicine
Monkey Medicine è un album a nome Gravenites-Cipollina, pubblicato dall'etichetta discografica tedesca Line Records nel 1982.

## Tracce

### LP
Lato A (6.24 978-01-1)
1. Blues in the Bottle – 4:03 (Tradizionale; arrangiamento di Nick Gravenites)
2. Six Weeks in Reno – 4:29 (Nick Gravenites)
3. I'll Pull the Trigger – 3:32 (Nick Gravenites)
4. Trust Me – 3:48 (Al Staehely Jr.)
5. Buried Alive – 5:13 (Nick Gravenites)

Lato B (6.24 978-01-2)
1. Bad Luck Baby – 7:31 (Nick Gravenites)
2. Signs of Life – 3:49 (Al Staehely Jr.)
3. Pride of Man – 3:51 (Hamilton Camp)
4. Hot Rods and Cool Women – 3:33 (Al Staehely Jr.)

### CD
Edizione CD pubblicato dalla ItsAboutMusic.com (IAM0256)
1. Blues in the Bottle – 4:03 (Sam Hopkins)
2. Six Weeks in Reno – 4:29 (Nick Gravenites)
3. I'll Pull the Trigger – 3:32 (Nick Gravenites)
4. Trust Me – 3:48 (Al Staehely Jr.)
5. Buried Alive in the Blues – 5:13 (Nick Gravenites)
6. Born in Chicago – 4:12 (Nick Gravenites) – Traccia bonus
7. Bad Luck Baby – 7:31 (Nick Gravenites)
8. Signs of Life – 3:49 (Al Staehely Jr.)
9. Pride of Man – 3:51 (Hamilton Camp)
10. Hot Rods and Cool Women – 3:33 (Al Staehely Jr.)
11. Small Walk-in Box – 7:47 (Nick Gravenites) – Traccia bonus

## Formazione
- Nick Gravenites – chitarra, voce
- John Cipollina – chitarra
- Al Staehely, Jr. – basso, voce
- Marcus David – batteria

Note aggiuntive
- Nick Gravenites e John Cipollina – produttori
- Registrazioni effettuate al "Hafenklang Studio" di Amburgo (Germania)
- Remixato al "Prune Music", Mill Valley
- Uwe Pohlmann – artwork copertina frontale
- Jennifer Luttow – artwork e ritocchi grafica finale retrocopertina album [1]